# Čajniče
Čajniče (kyrilliska: Чајниче) är en ort i kommunen Čajniče i Serbiska republiken i sydöstra Bosnien och Hercegovina. Orten ligger cirka 62 kilometer sydost om Sarajevo, nära gränsen till Serbien och Montenegro. Čajniče hade 2 175 invånare vid folkräkningen år 2013.
Av invånarna i Čajniče är 98,99 % serber, 0,28 % bosniaker, 0,28 % kroater och 0,28 % montenegriner (2013).